# Rudolf Virchow
Rudolf Ludwig Karl Virchow, född 13 oktober 1821 i Schivelbein i Pommern, död 5 september 1902 i Berlin, var en tysk läkare, patolog, biolog och politiker. Han kallas ibland "patologins fader" för sina avgörande pionjärinsatser inom detta vetenskapliga fält. Som politiker verkade han för en demokratisering av det tyska samhället och bättre sanitära förhållanden för breda befolkningslager.

## Vetenskapen
Virchow studerade vid det för utbildning av militärläkare inrättade Friedrich-Wilhelm-institutet i Berlin och promoverades till medicine doktor 1843. Följande år blev han assistent hos obducenten vid Charitésjukhuset i Berlin, utnämndes 1846 till ordinarie obducent där och började påsken samma år hålla mycket besökta föreläsningar i patologisk anatomi och blev 1847 docent vid Berlins universitet. 
Som biträde åt obermedicinalrat Stephan Friedrich Barez sändes Virchow 1848 att studera den då i Oberschlesien härjande tyfusepidemin. Han utgav samma år ett arbete om epidemin, i vilket han inte nöjde sig med att behandla frågan ur uteslutande medicinsk synpunkt, utan även försökte klargöra de historiska och ekonomiska omständigheterna. Boken blev därför en skarp kritik mot det preussiska samhället. Därigenom blev Virchow i vidsträckta kretsar känd som utpräglad demokrat. År 1849 kallades han att bli professor i patologisk anatomi i Würzburg och 1856 till professor i samma ämne och i allmän patologi i Berlin, där han verkade till sin död. Virchow förbättrade hygienen i Berlin, bland annat genom sitt arbete med att skapa en kanalisation omkring 1870. 
Virchow framställde och utformade läran om sjukdomarnas uppkomst genom rubbningar i cellernas livsfunktioner i sitt banbrytande arbete Die Cellularpathologie in ihrer Begründung auf physiologische und pathologische Gewebelehre. Virchow uppställde satsen, att varje cell uppstår ur en annan cell och äger en viss självständighet (sammanfattat i den latinska sentensen omnis cellula e cellula). Även de sjukliga processerna i kroppen bör uppfattas som beroende av rubbningar i cellerna.
Virchow har genom sitt arbete fått ge namn åt bland annat Virchows körtel och Virchows triad. Dessutom har han fått en kulle i Antarktis uppkallad efter sig. Virchow var ledamot av Kungliga Vetenskapsakademien från 1861.

## Politiken
I politiskt hänseende gjorde sig Virchow känd som en av den tyska liberalismens främsta företrädare under den wilhelmska eran. Virchow var medgrundare till det liberala partiet Deutsche Fortschrittspartei, där han också blev medlem och som han företrädde i Berlins stadsråd, Preussens parlament och sedermera i Tysklands Reichstag. I den rollen var han en av Otto von Bismarcks antagonister. I Preussens parlament myntade han uttrycket Kulturkampf 1873, en fråga i vilken han stödde Bismarck. Virchow hyste, liksom många samtida europeiska liberaler, antiklerikala åsikter. 
Virchows demokratiska uppfattning stod i nära samband med hans vetenskapliga åskådning. En praktisk läkarinsats av stor betydelse utförde Virchow genom sin mångåriga verksamhet i Berlins kommunalrepresentation, där han genomdrev en lång rad sanitära reformer.

## Eftermäle
Asteroiden 13084 Virchow är uppkallade efter honom.